# غراب کوچک
غراب کوچک(نام علمی: Corvus mellori) نام یک گونه از سرده کلاغ است.